# Octa (roi)
Pour l’article homonyme, voir Octa.
Octa  ou Octha est un roi du Kent au VIe siècle, de 512 à 534 ou de 516 à 540. Il est fils du roi Œric, surnommé Oisc. Son existence est cependant peut-être légendaire.

## Biographie
On ne connaît que peu de choses sur ce roi. Bède le Vénérable, dans son Histoire ecclésiastique du peuple anglais, donne la généalogie suivante : « Æthelbert était le fils d’Irminric, fils d’Octa, et après son grand-père Oeric surnommé Oisc, les rois du peuple de Kent sont connus sous le nom d’Oiscings. Le père d’Oeric était Hengist ». Une autre forme de cette généalogie, qui se trouve entre autres dans l’Historia Brittonum, inverse les positions d’Octa et d’Oisc dans la lignée. Ce nom d'Irminric est habituellement écrit Eormenric.
L'ordre de succession des rois de Kent le plus souvent admis est : Hengist, Oeric Oisc, Octa et Eormenric. Oisc est le nom d'un roi saxon qui est nommé lors du récit de la bataille du mont Badon remportée vers 516 par le roi Arthur. On ne sait si Oisc est mort pendant cette bataille, mais il est certain que les envahisseurs anglo-saxons y subissent un sérieux revers, et il n'est pas impossible que certains barbares soient repartis vers le continent. Ce n'est qu'après la mort d'Arthur, vers 530-540, que les invasions peuvent reprendre. Octa a pu pendant tout ou partie de cette période se réfugier dans les royaumes francs, et y épouser une noble franque. En effet, le prénom de son fils Eormenric et la racine Eormen en particulier se retrouve fréquemment parmi la noblesse franque de l'époque, alors qu'elle est inexistante en Angleterre, chez les Jutes et les Frisons à la même époque. Il est donc fort possible qu'Octa ait vécu une partie de sa vie chez les Francs, à moins qu'il ne s'agisse d'une alliance analogue à celle qui unira son petit-fils Æthelberht avec Berthe, fille du roi franc Caribert Ier, ou celle de leur fils Eadbald avec la princesse franque Ymme.

### Sources primaires
- (en) Bède le Vénérable, Historia ecclesiastica gentis Anglorum, Londres, Penguin, 1991 (ISBN 0-14-044565-X).

### Sources secondaires
- (en) Cet article est partiellement ou en totalité issu de l’article de Wikipédia en anglais intitulé « Æthelberht of Kent » (voir la liste des auteurs).
- (en) Mike Ashley, The Mammoth book of British Kings and Queens, Londres, Robinson, 1998 (réimpr. 2000) (ISBN 1-84119-096-9), p. 215.
- (en) Barbara Yorke, Kings and Kingdoms of Early Anglo-Saxon England, Londres, Seaby, 1990, 218 p. (ISBN 1-85264-027-8).